# Himalaya (chanson)
Pour les articles homonymes, voir Himalaya (homonymie).
Singles de Johnny Hallyday
Les Vautours
(1990) Cadillac
(1990)
Clip vidéo
[vidéo] « Himalaya », sur YouTube
Himalaya est une chanson de Johnny Hallyday issue de son album de 1989 Cadillac.
En 1990, environ onze mois après la sortie de l'album, la chanson paraît en single et atteint en juin la 30e place du Top 50.

## Développement et composition
La chanson a été écrite par Jean-Pierre Bucolo et Georges Augier et Etienne Roda-Gil. L'enregistrement a été produit par Étienne Roda-Gil.

## Liste des pistes
Single 7" 45 tours  — 1990, Philips 875 506-7, France
Face 1. Himalaya (4:37)
Face 2. Possible en moto (4:13)
Single maxi CD (réédition, box collector avec pochettes en carton) — 2006, Philips 9838181, France
1. Himalaya (4:37)
2. Possible en moto (4:13)[3]

## Classements
| Classement (1990) | Meilleure position |
| ----------------- | ------------------ |
| France (SNEP)     | 30                 |